# لعنة مستر بين
لعنة مستر بين (بالإنجليزية: The Curse of Mr. Bean)، هي الحلقة الثالثة من المسلسل التلفزيوني البريطاني مستر بين. تم بثه لأول مرة على آي تي في في 30 ديسمبر 1990 وشاهده 13.8 مليون مشاهد خلال بثه الأصلي. حازت الحلقة على جائزة إيمي الدولية لعام 1991 عن برنامج الفنون الشعبية المتميز.

## القصة

### العرض الأول: حمام السباحة وموقف السيارات
يقرر مستر بين الذهاب إلى المسبح العام المحلي، حيث يستخدم ممسك ذراع ميكانيكي لإخراج تذكرته من الآلة ويوقف سيارته المصغرة في موقف السيارات القريب متعدد الأدوار. بمجرد دخوله وتغييره لملابسه، يصبح متحمسًا عندما يرى اثنان من الأطفال يتسليان بمنزلق لعب ويحاول تقليدهما، يُلاحظه المنقذ، ويأمره بالمغادرة. سرعان ما منصة الغوص ويقرر تجربة أعلى المنصات للقفز. ومع ذلك، سرعان ما يصبح خائفا عندما يعرف مدى ارتفاعه، ويحاول أن يخرج، ليجد صبيان ينتظران دورهما. أجبر على محاولة القفز، فشل في محاولته وقرر التسلق من الحافة. قرر أحد الصبيين بعد طول انتظار إبعاده عن منصة الغوص عن طريق الدعس على يده، مما تسبب في سقوطه في المسبح. بعد الغوص، يكتشف مستر بين سقوط سرواله في المسبح، حاول استعادة السروال لكن أخذتها فتاة صغيرة ببراءة وهي ترتدي ملاس سباحة صفراء دون أن يلاحظها والداها، عاريًا، في هذه اللحظة يأمر المنقذ الجميع بالخروج من المسبح، وبعد أن اختبأ مستر بين في الماء لكي لا يلاحظه المنقذ، يحاول العودة عاريًا إلى غرفة تغيير الملابس، ثُم يتفاجأ بظهور مجموعة من السباحات اللواتي يصرخن ويهربن منه.
بعد التجفيف وتغيير ملابسه، يستعد بين لمغادرة موقف السيارات، ليجد أنه يجب أن يدفع 16 جنيهًا إسترلينيًا من أجل رفع الحاجز فوق المخرج. بما أن هذا مكلف للغاية، يختار أن يجد طريقة لتجنب ذلك ويقرر إيجاد طريقة للخروج من المدخل. يقوم بعد ذلك بدفع حاوية القمامة إلى المدخل لخداع آلة التذاكر كي تُصدر تذكرة لفتح الحاجز، ولكن بمجرد أن تجاوز الحاجز وحرك الحاوية بعيدًا للمغادرة، تدفعه سيارة أخرى وتجبره على الرجوع للخلف إلى موقف السيارات. ينتظر مستر بين السيارات القادمة مؤقتًا عند حاجز المدخل، وتأتي سيارة زرقاء على وشك الدخول إلى موقف السيارات، وحينما أخذ صاحب السيارة تذكرة الدخول لكي يفتح الحاجز، يقوم مستر بين بقيادة سيارته الصغيرة بأقصى سرعة نحو المخرج، مما يجبر صاحب السيارةالزرقاء على الابتعاد عن طريقه وأدى ذلك إلى انقلابه عند رجوعه.

### العرض الثاني: الغداء في الحديقة
متوجهاً إلى الحديقة لتناول الغداء، يحيي مستر بين رجلًا يتناول الغداء أيضًا أثناء جلوسه على مقعد. يلاحظ مستر بين أن الرجل الآخر بدأ بتناول الشطيرة، يبدأ مستر بين في صنع شطيرته بنفسه باستخدام المكونات والأدوات التي يخبأها في معطفه. بدأ بتقطيع رغيف الخبر إلى شريحتين بمقص، ويحشو الزبدة عليهما ببطاقته الائتمانية، ويغسل الخس تحت ماء نافورة الشرب قبل أن يستخدم جوربه لتجفيفه، ويقتل سردينين أخرجهما من وعاء مائي في معطفه ثم يضربهما بمسندة الكرسي الجالس عليه ويقوم بوضع حبوب الفلفل الأسود في منديل ثم سحقه باستخدام حذائه. بعد أن أعدّ الشطيرة الخاصة به، يلاحظ مستر بين أن الرجل يحتسي بعض الشاي، يستعد هو أيضًا لصنع الشاي الخاص به باستخدام قربة ماء ساخن، ووضع كيس شاي فيه بعد أن وضع غطاء القربة في أذنه. ثم يشرع في امتصاص الحليب من زجاجة الطفل وبصقها في الماء في القربة، حيث يمزجهما معًا. وهو يستعد لتناول غداءه، يربط منديله حول عنقه، ويختار استخدامه كمنديل للمائدة، وبفعل آثار الفلفل الأسود في المنديل، يعطس مستر بين، مما يجعله يسقط شطيرة على الأرض ويرش الشاي الخاص به على نفسه، مدمرا غداءه. يقدم الرجل الجالس بجانبه إلى بين النصف الآخر، وتعبيرًا عن امتنان بين للرجل خرج غطاء القربة من أذنه.

### قانون 3: فيلم الرعب
أثناء قيادته للقاء صديقته إيرما غوب في سينما أوديون، أوقف بين سيارته مؤقتًا عند تقاطع عند مجموعة من إشارات المرور، ولكن عند رؤية راكب دراجة يدفع دراجته يدويًا، يختار أن يفعل الشيء نفسه مع سيارته الصغيرة ويدفعها على الطريق الذي يريد أن يسلكه. عند وصوله إلى السينما، يستعد بين لمشاهدة فيلم رعب قصير (الفلم المعروض هو كابوس الشارع إلم: حلم طفل حيث بطله الرئيسي شخصية فريدي كروجر) مع إيرما، يقوم بين بأخذ بعض الفشار من وعاء إيرما، وحينما تحاول إيرما أخذ بعض الفشار من وعاء بين لإن وعائها صغير، قام مستر بين بتوبيخها عندما تحاول أن تفعل الشيء نفسه، ثم يشرب العصير المخبأ داخل سترته. قبل أن يبدأ الفيلم، يضايقها مستر بين من خلال إخافتها بمقالب سخيفة. ومع ذلك، عندما يبدأ الفيلم، سرعان ما يجد نفسه خائفاً مع المشاهد المختلفة التي تخيفه لدرجة أنه يحاول تجنب مشاهدتها، يحاول أخذ إيرما للمغادرة ولكنه يفشل، ثم يحاول تغطية رأسه بسترته، مما تسبب في صرخة إيرما عندما اعتقدت أن رأسه قد انقطع. أخيرًا، تمكن بين من إيجاد حل باستخدام بعض الفشار كسدادات أذن، واستخدام وعاء الفشار لتغطية عينيه من الفيلم حتى تيتجنب المشاهد المتبقية. انتهى الفيلم وعندما بدأ الجميع في المغادرة، تهمز إيرما لبين على المغادرة ثم يزيل وعاء الفشار من رأسه ويأكل الفشار الذي استخدمها كسدادات للأذن، وقبل الخروج يقوم بين بإخافة الناس الآخرين على سبيل الدعابة. ثم تنتهي الحلقة بصرخة من بين بعد أن مسك يد إيرما من معطفها لكنه لم يجد يدها بسبب أنها ارتدت المعطف من دون إدخال اليدين.

## الشخصيات
| الممثل        | الشخصية                      |
| ------------- | ---------------------------- |
| روان أتكينسون | مستر بين                     |
| أنجوس ديتون   | منقذ البركة الرجل في الحديقة |
| ماتيلدا زيغلر | إيرما (صديقة)                |

## الإنتاج
تم تصوير مشهد المسبح بالكامل في مسبح ومركز لياقة هايز (بالإنجليزية: Hayes Pool and Fitness Center) (تم إغلاقه اعتبارًا من مايو 2010) أما مشهد مواقف السيارات فقد تم تصويره في موقف سيارات هيثرو بولينج ومشهد إشارات المرور القصيرة في فيلثام (بالقرب من مركز مسبح هايز).
فازت لعنة مستر بين بجائزة إيمي الدولية لعام 1991 لبرنامج الفنون الشعبية المتميزة.
ألهمت مشاهد من هذه الحلقة لاحقًا قصصًا من حلقات من مستر بين: سلسلة الرسوم المتحركة:

## الرقابة
تم قطع المشهد من العرض الأول حيث يعرض مستر بين عاريًا لمجموعة من السباحات على العديد من الشبكات منها الفلبينية نيكيلوديون المملكة المتحدة وقناة ديزني.

## روابط خارجية
- لعنة مستر بين على موقع IMDb (الإنجليزية)

- «لعنة مستر بين» على قاعدة بيانات الأفلام على الإنترنت
- "لعنة مستر بين" على تي في.كوم